# Epitáfio (canção)
"Epitáfio" é uma canção e single da banda Titãs, cantada por Sérgio Britto. A faixa faz parte do disco A Melhor Banda de Todos os Tempos da Última Semana e se tornou tema da novela Desejos de Mulher. A música é composta de arrependimentos que uma pessoa pode ter na vida: "devia ter amado mais", "devia ter me importado menos, com problemas pequenos", etc. e que são então sugestões de epitáfio, isto é, mensagens para se escrever em sua lápide.
Foi regravada por Gal Costa em 2002  e fez parte da trilha sonora da telenovela Jamais Te Esquecerei do SBT em 2003 e regravada por Nasi em 2008, para a trilha sonora da telenovela Chamas da Vida. Jack Endino, produtor do disco em que ela foi lançada, afirmou em entrevista que ninguém esperava que ela seria o maior hit do álbum, mas ele apostou nela assim mesmo.
Em dezembro de 2014, a pedido do programa televisivo Fantástico, a banda gravou uma nova versão da canção, com versos sugeridos por telespectadores. Cada sugestão trazia algo que a pessoa acredita que deveria ter feito menos em 2014 ou que pretende fazer mais em 2015, mantendo o raciocínio original das letras do single.

## Ficha Técnica
- Sérgio Britto − voz e Fender Rhodes
- Paulo Miklos − vocal de apoio
- Tony Bellotto − guitarras de 6 e 12 cordas
- Charles Gavin − bateria e loops
- Jack Endino − guitarra e baixo

## Prêmios e indicações
| Ano  | Prêmio                 | Categoria             | Resultado | ref   |
| ---- | ---------------------- | --------------------- | --------- | ----- |
| 2002 | MTV Video Music Brasil | Videoclipe do Ano     | Venceu    | [ 5 ] |
| 2002 | MTV Video Music Brasil | Escolha da Audiência  | Venceu    | [ 5 ] |
| 2002 | MTV Video Music Brasil | Videoclipe de Rock    | Venceu    | [ 5 ] |
| 2002 | MTV Video Music Brasil | Direção em Videoclipe | Indicado  | [ 5 ] |
| 2003 | Troféu Imprensa        | Melhor Música         | Indicado  | [ 6 ] |